# Caso Laura Sarabia
El Caso Laura Sarabia fue un escándalo político en Colombia ocurrido durante el gobierno de Gustavo Petro, en este caso se investigaron a varias personas incluida a la entonces Jefe de Despacho Laura Sarabia, por presunto abuso de autoridad al haber supuestamente ordenado realizar una prueba de polígrafo a la que fuera la niñera de su hijo Marelbys Meza, igualmente se investiga a funcionarios de la seguridad de la casa presidencial por presuntamente haber ocasionado interceptaciones ilegales a Meza y a otra mujer. También se investiga la actuación y declaraciones de Armando Benedetti de quien surgieron insinuaciones de financiamiento irregular en la  campaña presidencial de Petro.
El caso inició en mayo de 2023 cuando la revista Semana publicó en su portada la fotografía de Marelbys Meza, una persona hasta entonces desconocida para la opinión pública y quien se identificaba como la niñera del hijo de la entonces Jefe de Despacho Presidencial, Laura Sarabia. En dicho artículo periodístico Meza afirmaba haber sido sometida a la prueba de polígrafo por parte de los servicios de seguridad de la Casa de Nariño para responder por la pérdida de alrededor de siete mil dólares en efectivo que aparentemente habían sido extraídos de una maleta que se encontraba en la residencia de Laura Sarabia y que según Sarabia, eran parte de los viáticos que recibía para sus viajes al exterior. Semanas atrás, Sarabia había mencionado el caso del robo en una entrevista para el diario El Tiempo. Meza perdió la prueba de polígrafo, sin embargo es una prueba voluntaria y no puede usarse como prueba judicial. Aunque lo que causó mayor controversia fue el hecho que se usaran los servicios de seguridad del Estado para hacer una prueba a una persona empleada por fuera de estos.
Tras la publicación de este artículo, el periodista Daniel Coronell reveló en su reporte en W Radio que Meza había sido recomendada para trabajar para Sarabia por parte del entonces embajador en Venezuela, Armando Benedetti, quien también había recomendado a Sarabia en el entorno de Gustavo Petro, ya que ella había hecho parte de su Unidad de Trabajo Legislativo (UTL). Igualmente se conoció que Meza había con anterioridad perdido la prueba de polígrafo cuando trabajaba para Benedetti como niñera años atrás por la perdida de otro dinero. También se conoció que días antes de la publicación de Semana, Benedetti había solicitado a Meza que viajara a Venezuela para reunirse con él, llevándola en un vuelo privado. Benedetti había manifestado su molestia por no recibir un alto cargo en el gobierno y tenía una rencilla con Sarabia por no seguir sus indicaciones.
Con posterioridad a estos hechos, la Fiscalía General de la Nación publicó una investigación el 1 de junio de 2023 como resultado de una denuncia interpuesta por Marelbys Meza, exniñera de la entonces Jefa de Gabinete Laura Sarabia y el entonces embajador de Colombia en Venezuela Armando Benedetti, en la que se dijo haber descubierto que su teléfono celular había sido interceptado ilegalmente desde el 30 de enero del mismo año. La denuncia había sido interpuesta por Meza tras acusar a Sarabia de usar un polígrafo contra ella en la Casa de Nariño, después de que Meza hubiese presuntamente realizado un robo de dinero en la residencia de Sarabia.
Como resultado del escándalo, Petro pidió la renuncia de ambos Sarabia y Benedetti el 3 de junio, con el fin de, el declaró «para que desde el poder que implican esos cargos no se pueda tener ni siquiera la desconfianza de que se van a alterar los procesos de investigación».
Días más tarde, la empleada de aseo de la casa de Sarabia aseguró también haber sido interceptada ilegalmente. Para el 24 de junio de 2023, cuatro personas habían dicho haber sido interceptadas ilegalmente, incluyendo la propia Meza, todos casos en los que Gustavo Petro ha dicho que ni él ni el gobierno nacional están involucrados.
El coronel Óscar Dávila, jefe de una oficina en el edificio de la DIAN parte del aparato de seguridad del Presidente de la República e involucrado en el caso, participó en una inspección de la Fiscalía a la oficina el 7 de junio de 2023. Dávila fue encontrado muerto dos días después, el 9 de junio, bajo cincunstancias extrañas. Su autopsia concluyó que Dávila murió por suicidio, aunque lo que lo haya motivado a quitarse la vida todavía es desconocido.

## Eventos

### Uso de polígrafo contra Marelbys Meza
El 30 de enero de 2023, Marelbys Meza, niñera de Laura Sarabia (entonces Jefa de Gabinete), fue sometida a una prueba de polígrafo en la Casa de Nariño tras recibir acusaciones de haber robado una cantidad indeterminada de dinero, inicialmente dicha no haber superado $7 mil USD. La prueba era voluntaria y no tenía ningún valor probatorio en procesos legales, aunque Meza posteriormente dijo que fue presionada a firmar el documento de autorización de la prueba y que se «sintió secuestrada» durante su duración.
Meza hizo una denuncia contra Sarabia hecha pública el 27 de mayo de 2023. Ese día, una entrevista con Meza por la revista Semana fue publicada, en la que ella dijo sentirse angustiada y amenazada por Sarabia y el modo en que dijo que fue tratada por las autoridades, incluyendo el que un policía en el lugar había dicho que la cantidad robada era de $150 millones COP ($33 mil USD de la época).

### Reportaje de chuzadas
El 1 de junio de 2023, la Fiscalía General de la Nación publicó una investigación realizada después de que Meza hubiese interpuesto la denuncia, en la que se dijo que Meza y otra señora de nombre Fabiola habían sido chuzadas (interceptadas telefónicamente) por la Dijín por al menos 10 días. La Dijín, para hacer esto, habría falsificado un informe de policía judicial, el cual habría hecho pasar las niñeras por miembros del Clan del Golfo, bajo los alias de La cocinera para Meza, y La madrina para Fabiola. Durante la presentación del informe, también se anunciaron imputaciones a miembros de la Dijín y se cito a interrogatorio tanto a Sarabia como al entonces embajador de Colombia en Venezuela Armando Benedetti.
Caracol Radio reportó que un analista judicial dijo que un fiscal luego habría recibido autorización para permitir las interceptaciones el 26 de enero de ese año, empezando la interceptación a ambos teléfonos el 30 del mismo mes, mismo día en que la prueba de polígrafo habría sido realizada. 72 horas después, este analista habría pedido que las interceptaciones fuesen detenidas, asegurando que la forma en la que estaban siendo utilizadas no correspondía a las motivaciones dadas para iniciarlas.
La revista Cambio reportó que un analista de inteligencia, diez días después del 26 de enero, se habría dado cuenta de que las interceptaciones a ambos números eran registros de actividades diarias correspondientes a una mujer viviendo en el sur de Bogotá que nada tenía que ver con el Clan del Golfo, la cual resultaría siendo Meza.

## Reacciones

### Denuncia de Meza
Tras conocer la denuncia por el uso del polígrafo, previo al lanzamiento al público de la investigación del caso por la Fiscalía, el gobierno nacional se pronunció con respecto a la misma, asegurando que se siguieron todos los procedimientos fijados por la ley, incluyendo la presentación de una denuncia contra Meza por Sarabia el día anterior al uso del polígrafo, y negando que se hubiese presentado algún abuso de poder. El presidente Gustavo Petro catalogó el hecho como una «mentira» en su cuenta de Twitter.
El Fiscal General de la Nación Francisco Barbosa, al presentar los resultados de la investigación, comparó los hallazgos con el escándalo de las chuzadas del gobierno de Álvaro Uribe. Sus declaraciones fueron polémicas, ya que «comparaban un evento de escala menor con un evento de persecución política nacional», críticos dijeron.
Federico Gutiérrez, excandidato a las elecciones presidenciales de 2022, escribió en una columna en la revista Semana expresando preocupación por lo que describió como «una crisis de la institucionalidad colombiana», expresando temor por la posibilidad de que «Petro nos [la oposición] tenga chuzados».
La senadora Clara López se vio involucrada en una polémica tras un pronunciamiento sobre el escándalo, donde, tratando de mostrar por qué creía que el caso estaba exagerado, se refirió a Meza como una «sirvienta». López posteriormente se disculpó por la declaraciones.
Thierry Ways, columnista de El Tiempo, escribió un artículo de opinión en el que mostró preocupación por lo que implicaría este caso, argumentando que «¿si hasta una niñera particular, que no es una figura reconocida ni un sujeto de investigación, puede estar chuzada, quién está a salvo de estar chuzado en Colombia?», en respuesta a las declaraciones de López.

### Muerte de Óscar Dávila
Gustavo Petro se pronunció con respecto a la muerte de Óscar Dávila, asegurando que se había suicidado. Petro nuevamente se pronunció unos días después, esta vez respecto a la autopsia de Dávila por la Fiscalía concluyendo que sí murió por suicidio, asegurando que el reporte «desmintió las insinuaciones de que fue un asesinato», que «no se interceptaron comunicaciones, tampoco se produjo violación de derechos humanos y no hay nada qué esconder». añadiendo que él personalmente no está «implicado de ninguna manera en el hecho».
Miguel Ángel del Río, abogado de Dávila, se pronunció tras la publicación de la autopsia. Del Río aseguró que esto se trató de un caso de «suicidio de oportunidad», es decir, que, según Del Río, Dávila habría sido presionado por un agente externo para que se suicidase, describiendo Del Río a ese «agente externo» como «un supuesto funcionario de la Fiscalía».
Paloma Valencia, senadora del partido Centro Democrático, dijo que «el problema de esto no es si fue un asesinato o un suicidio, el problema es que hubo un muerto», refiriéndose a que la muerte ocurrió después de que varios detalles del escándalo hubiesen visto la luz del público. María Fernanda Cabal, senadora del mismo partido, hizo declaraciones similares, adicionalmente vinculando el escándalo con una controversia durante las elecciones presidenciales de 2022, en la que dos personas asociadas al Pacto Histórico (la coalición de Petro) visitaron la cárcel La Picota.

### Acusaciones de motivación política
Se ha acusado al escándalo de ser una cortina de humo para quitarle atención a las acusaciones de Salvatore Mancuso ante la Jurisdicción Especial para la Paz (JEP) contra numerosas figuras políticas, militares y empresariales participando en el marco del conflicto armado colombiano, concretamente sus desarrollos en los años 90s y 2000s, e incluso se la acusado de tener el fin de «desestabilizar el gobierno de Petro».
Catalina Rojano del periódico El Heraldo, en una columna de opinión, criticó la cobertura masiva del escándalo en los medios colombianos en comparación con las declaraciones de Mancuso. Rojano dijo textualmente:

Que el caso que involucra a la ex jefe de Gabinete del Gobierno nacional y al ex embajador de Colombia en Venezuela sea, en extremo, controversial, no significa que deba ser atendido y calificado como el de mayor relevancia de cara a la opinión pública. Lo dicho por Mancuso ante la Jurisdicción Especial para la Paz (JEP) no debe perderse de vista, porque ignorar esa verdad que enloda a tantos representa que seamos una sociedad condescendiente con crímenes horrorosos que no deberían ocurrir nunca más; una sociedad indolente frente a una realidad dolorosa que no debe ser borrada de nuestra historia, sino investigada, precisamente, para que no se repita.

El mismo Gustavo Petro ha dicho que el escándalo es parte de un proceso orquestado que tiene como fin «realizar un golpe blando» contra su gobierno. Distintas figuras políticas de más de 20 países, tales como Rafael Correa, Noam Chomsky, Jeremy Corbyn, Ada Colau, José Luis Rodríguez Zapatero o el expresidente colombiano Ernesto Samper, firmaron una carta en la que, si bien no se mencionó directamente el caso, se aseguró que «se está usando el poder de las agencias regulatorias y judiciales del país para detener las reformas [del gobierno Petro], intimidar a sus seguidores y difamarlo a nivel internacional», también mencionando al Fiscal General Francisco Barbosa, diciendo que él, junto a la Procuradora Margarita Cabello Blanco «están activamente  a miembros del Pacto Histórico con investigaciones que podrían resultar en suspensión o despedida».
El Semanario Voz, periódico del Partido Comunista Colombiano, describió el escándalo como un «intento de desestabilización del gobierno de Petro», comparando la cobertura del escándalo con la forma en la que la propaganda nazi funcionaba, diciendo textualmente:

El juego [refiriéndose al escándalo] se completa con el principio nazi de la orquestación, cuando los propios medios reproducen las declaraciones de los políticos, invitan a “sesudos” analistas que advierten de una “grave crisis” sin detallar en qué consiste y publican encuestas donde el presidente y el Gobierno ven mermados sus apoyos entre la ciudadanía. [...] Aquí lo importante es implantar una percepción, no darle contenido ni explicación.

El 29 de mayo de 2023, Gustavo Petro declaró en su cuenta de Twitter: «Miren mi extrañeza porque no hubo un cubrimiento de los medios a fondo de lo que significaban las confesiones de mancuso. [sic]», en respuesta a un trino de Vicky Dávila (directora de la revista Semana) sobre cómo W Radio no había hecho cobertura del escándalo. Dávila respondió a las declaraciones de Petro, enfatizando en que las acusaciones de Mancuso había recibido cobertura en los medios colombianos y acusando a Petro de hipocresía sobre el escándalo.